# Сандколеиды
Сандколеиды (лат. Sandcoleidae) — вымершее семейство птиц, которое учёные, наряду с семейством птиц-мышей, относят к отряду птиц-мышей, или выделяют в отдельный отряд Sandcoleiformes. Ископаемые остатки в основном относят к нижнему и среднему эоцену, их число существенно сокращается в верхнем эоцене.

## Обнаружение
С 1981 года американские палеонтологи Питер Од и Сторрс Лавджой Олсон вели раскопки в штате Вайоминг в США. В 1992 году они описали найденные в формации Вилвуд остатки нескольких птиц нижнего и среднего эоцена, схожие с Eobucco Feducci and Martin 1976, обнаруженным ранее в формации Бриджер среднего эоцена. Они отнесли эти остатки к новым родам Sandcoleus, Anneavis и Chascacocolius, которых они рассматривали как группу маленьких птиц, живущих на деревьях и обладающих пампродактильным строением лапы и длинным хвостом. В эту же группу учёные поместили Uintornis Marsh 1972 (ранее относимый к дятлообразным (Piciformes)), Botauroides Shufeldt 1915, остатки которых также были обнаружены в формации Бриджер и восходят к среднему эоцену. Они были известны лишь по нескольким костям и ранее были включены в состав Primobucconidae.
В 1987 году Fischer описал Eoglaucidium pallas на основании ископаемых остатков, найденных в Messel and the Geisel Valley и восходящих к среднему эоцену. Изначально он ошибочно отнёс вид к совам. Это один из самых распространённых в Месселе вид птиц среднего размера. В последующие годы (1998, 2001, 2002, 2005) немецкие учёные Гералд Майр и Дитер Стефан Питерс (Dieter Stefan Peters) описали несколько других остатков, относящихся к этому семейству. Сандколеиды также были обнаружены во Франции и в Англии. Ископаемые остатки в основном относят к нижнему и среднему эоцену, их число существенно сокращается в верхнем эоцене.
В 2017 году Ксепка с соавторами описал обнаруженные в Нью-Мексико в США ископаемые остатки Tsidiiyazhi abini возрастом около 62,5 млн лет, которые были отнесены ими к семейству сандколеид и являются одними из самых древних известных фоссилий краун-группы класса птиц. Эта находка позволила учёным соотнести геохронологическую шкалу эволюции птиц и молекулярные исследования систематики.

## Описание
Скелеты Sandcoleus copiosus, Anneavis anneae и Eoglaucidium pallas описаны достаточно подробно. Майр указывает, что все три скелета очень похожи. Он обращает внимание, что проксимальные фаланги сокращены у всех передних пальцев, а не только у четвёртого, что соответствует современным птицам-мышам. Виды Uintornis lucaris, Uintornis marionae, Botauroides parvus, Eobucco brodkorbi известны лишь по остаткам цевки (лат. tarsometatarsus).
Од и Олсон описывали представителей семейства как маленьких крепких и мускулистых птиц, живущих на деревьях. Они отмечали, что в строении лап преобладает анизодактилия, но встречается зигодактилия и даже пампродактилия. У птиц была маленькая голова, короткие крылья и лапы, а также длинный хвост. По мнению авторов таксона своим внешним видом сандколеиды напоминали птиц-мышей, но обладали более длинным и крупным клювом, скорее похожим на клюв настоящих дроздов (Turdus).
По-видимому, у сандколеид, как и у современных птиц-мышей, был длинный ступенчатый хвост сформированный десятью рулевыми перьями. На такое строение указывают сохранившиеся остатки перьев у некоторых экземпляров Anneavis anneae и Eoglaucidium pallas.
В желудке одного экземпляра Eoglaucidium pallas сохранились крупные семена, вероятно принадлежащие Annonaceae.

## Систематика
Группа сандколеид была впервые описана американскими палеонтологами Одом и Олсоном в 1992 году, при этом они не установили родственных связей этого семейства, а выделили сандколеид в отдельный отряд Sandcoleiformes. В более поздних работах Майра и Питерса было сделано предположение, что это семейство является сестринским к краун-группе птиц-мышей. Мликовский относит птиц-мышей к отряду дятлообразных. Он считает сандколеид предками дятлообразных и синонимизирует их, вместе с Primoscenidae Harrison & Walker 1977, Quercypsittidae Mourer-Chauvire 1992, Miopiconidae Mayr 1998, Pseudasturidae Mayr 1998, с семейством Zygodactylidae Brodkorb 1971. Таким образом, он объединил в одно семейство всех предков дятлообразных из эоцена и миоцена.
Названием группы стала латинизированная версия названия реки Сенд-Кули (Sand Coulee) в районе формации Вилвуд, где были сделаны все находки типового рода. По словам Ода и Олсона, широко используемое в Северной Америке слово coulee, обозначающее дно реки, произошло от французского couler (течение), которое, в свою очередь, связано с латинским colare (процедить). Латинская версия Colius созвучна с названием рода птиц-мышей, на который ископаемый таксон больше всего похож.
Учёные относят к сандколеидам следующие виды:
- Anneavis anneae Houde and Olson, 1992 [4]
- Botauroides parvus Shufeldt, 1915[4]
- Eobucco brodkorbi Feduccia and Martin, 1976[4]
- Eoglaucidium pallas Fischer, 1987[4]
- Sandcoleus copiosus Houde and Olson, 1992[4]
- Tsidiiyazhi abini[6]
- Uintornis lucaris Marsh, 1872[4]
- Uintornis marionae Feduccia and Martin, 1976[4]